# 晏家坪街道
晏家坪街道，是中华人民共和国甘肃省兰州市七里河区下辖的一个乡镇级行政单位。

## 行政区划
晏家坪街道下辖以下地区：
晏家坪北院社区、晏家坪铁路院社区、中院社区、晏家坪南院社区和机车厂四区社区。